# Alexander Lorey
Alexander Lorey (* 16. April 1880 in Frankfurt am Main; † 11. August 1949 in Hamburg) war ein deutscher Radiologe und Hochschullehrer.

## Leben
Als Sohn des Justizrats Wilhelm Lorey studierte Alexander Lorey Medizin an der Georg-August-Universität Göttingen. 1899 wurde er im Corps Hannovera Göttingen aktiv. Das Corps seines Vaters recipierte ihn im Mai 1900. An der Friedrichs-Universität Halle promovierte er 1904 zum Dr. med.

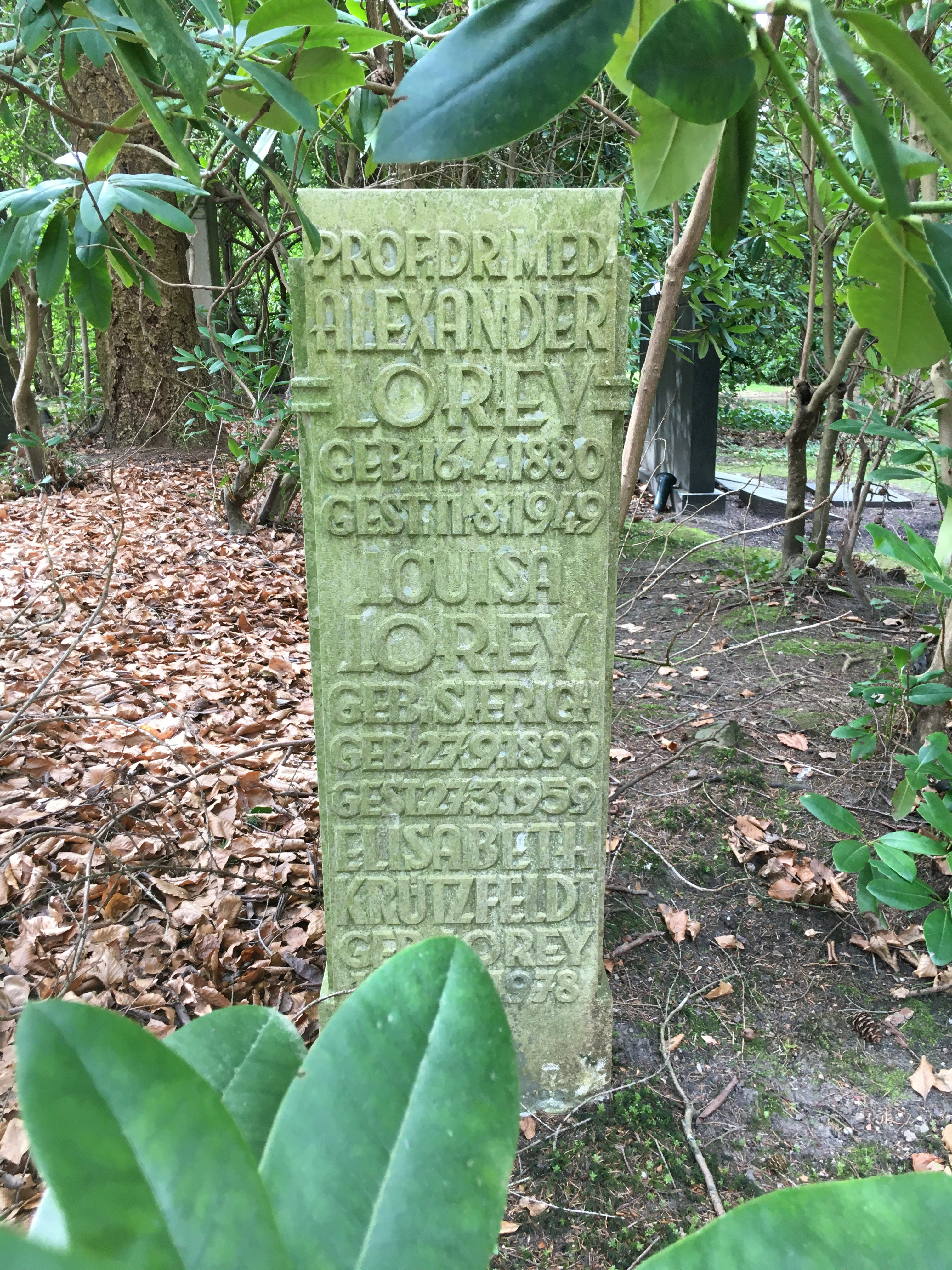
Grabstätte auf dem Friedhof Ohlsdorf

Am 1. April 1906 begann er die ärztliche Ausbildung im Hamburger Allgemeinen Krankenhaus Eppendorf, zunächst in der Pathologie, dann in der Inneren Medizin bei Hermann Lenhartz und Hugo Schottmüller. Bei seinem besonderen Interesse an der Röntgenologie wurde er bereits am 1. August 1912 Spezialarzt für dieses Fach. Am 1. April 1919 wurde er Oberarzt der Röntgenabteilung im nunmehrigen Universitätskrankenhaus  Eppendorf. Seit dem 14. März 1924 Professor und gefördert von Ludolph Brauer, baute er die Eppendorfer Radiologie auf. Im November 1933 unterzeichnete er das Bekenntnis der Professoren an den deutschen Universitäten und Hochschulen zu Adolf Hitler und zum nationalsozialistischen Staat.
Er schied zum 31. Dezember 1934 aus und ging als Chefarzt an das benachbarte Krankenhaus Bethanien. Mit 69 Jahren gestorben, hinterließ er seine Frau, einen Sohn und eine Tochter. Seine letzte Ruhestätte erhielt Lorey auf dem Friedhof Ohlsdorf. Die Grabstätte im Planquadrat AA 24 liegt südöstlich von Kapelle 7.
Lorey war der erste Träger der Hamburgischen Rettungsmedaille.

## Bedeutung
Lorey sah die Radiologie als Sonderfach, vernachlässigte aber weder die klinischen noch die pathologischen Bezüge. Mit Ausnahme der Chirurgen kamen täglich alle Fachvertreter zu klinisch-radiologischen Konferenzen in sein Institut. Wissenschaftlich befasste er sich mit dem Röntgen-Thorax, der Möller-Barlow-Krankheit, der kongenitalen Syphilis, der Albers-Schönberg-Erkrankung und der Bronchographie.

## Werke
- mit Eugen Fraenkel: Die Rachitis im Röntgenbild. Hamburg 1910
- mit Ludolph Brauer: Die röntgenologische Darstellung der Bronchien mittels Kontrastfüllung. Leipzig 1928
- Das Allgemeine Röntgeninstitut des Allgemeinen Krankenhauses Hamburg-Eppendorf. Rockefeller Foundation, New York 1929